# Yingui
Yingui (oder Yingi) ist eine Gemeinde in Kamerun in der Region Littoral im Département Nkam. 

## Geografie
Yingui liegt im Westen Kameruns, etwa 40 Kilometer östlich von Yabassi entfernt.

## Verkehr
Yingui liegt am Ende der Provenzialstraße P16, die von Loum über Yabassi nach Yingui führt.